# Ernst Ravenstein

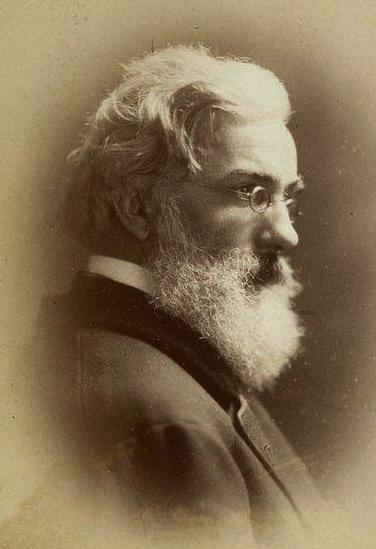
Ernst Georg Ravenstein (Ende 19. Jahrhundert)

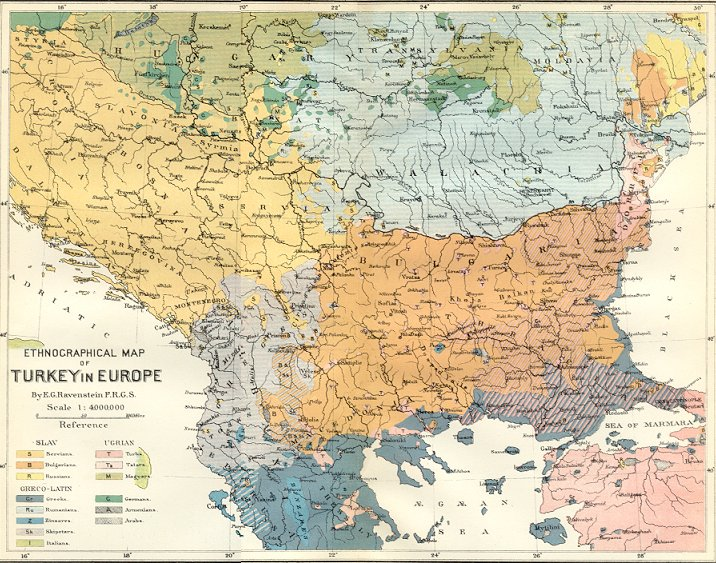
Ethnografische Karte des Balkans von Ernst Ravenstein (1880)

Ernst Georg Ravenstein, auch Ernest George Ravenstein (* 30. Dezember 1834 in Frankfurt am Main; † 13. März 1913 in Hofheim am Taunus) war ein deutscher Kartograf und Demograph. Er entwickelte Ende des 19. Jahrhunderts als erster ein Modell für die „etappenweise Migration“.
Sein Vortrag vor der Royal Statistical Society über die „Gesetze der Wanderung“ gilt als der Beginn der Migrationsforschung und wurde in zwei Folgen in einem Journal abgedruckt. Seine Typologien geben einen systematischen Aufschluss über den Verlauf und die Ströme von Wanderungen in der Hochzeit der britischen Industrialisierung und Verstädterung.
In den Gesetzen der Wanderung fasste Ravenstein thesenhaft zusammen, wie der Bedarf an Arbeitskräften in einem Teil des Landes von anderen Teilen mit Überfluss an Bevölkerung gedeckt wird.
Ravenstein besuchte das Städelsche Institut in Frankfurt und ging 1852 zu August Petermann nach London. Von 1855 bis 1875 war er im topographisch-statistischen Amt des britischen Kriegsministeriums beschäftigt.
Er untersuchte die Wanderungen nach:
- den Motiven der Migranten,
- den Entfernungen, die die Wandernden zwischen sich und ihren Geburtsort legen,
- nach den Umverteilungen, die sich zwischen den einzelnen Regionen bewirken und
- nach den Unterschieden im Wanderungsverhalten von Männern und Frauen

und klassifizierte Personengruppen nach:
- lokalen Wanderern (dieselbe Stadt oder Grafschaft),
- Nahwanderern (Hauptgruppe der Wanderer; nur über kurze Strecken; in die nächste Grafschaft),
- Etappenwanderern,
- Fernwanderern (etwa die Migration von England in die USA; max. ¼ der Wanderer) und
- temporären Wanderern  (Saisonarbeiter, Studenten, Urlauber, Gefängnisinsassen).

Seine Untersuchungsergebnisse waren:
- Wanderungsbewegung verläuft Schritt für Schritt, von Provinz zu Provinz,
- gewandert wird über eine kurze Distanz,
- Wanderungsströme erzeugen Gegenströme, jedoch von geringerem Ausmaß, die Verluste, die durch Abwanderung entstehen, werden nicht vollständig ausgeglichen.
- Die Städte wachsen auf Kosten der ländlichen Regionen: 50 % der Einwohner der Großstädte sind nicht in diesen geboren.
- Bei kurzer Distanz wandern mehr Frauen als Männer.
- Wanderungen werden mit der Industrialisierung noch zunehmen. „Wanderung ist Leben und Fortschritt – Sesshaftigkeit ist Stagnation“.

Zudem prognostizierte er, dass um 2072 die höchste Bevölkerungsanzahl auf der Erde erreicht wird.

## Sportpolitik
Im Jahr 1861 gründete Ravenstein in London die German Gymnastics Society, einen Sportverein. Dieser förderte das Turnen und veranstaltete jährliche Sportwettkämpfe in dem eigens dafür errichteten German Gymnasium und im Crystal Palace. 1866 hatte die Gesellschaft 1.100 Mitglieder aus über 30 Nationen, darunter 650 Briten, hauptsächlich Handwerker. Zusammen mit William Penny Brookes und John Hulley war er 1865 Gründungsmitglied der National Olympian Association, die nach dem Vorbild der Olympischen Spiele von Much Wenlock eine jährliche Reihe von Sportveranstaltungen in ganz Großbritannien veranstaltete. 1867 veröffentlichte er ein Handbuch zum Turnen.

## Werke
- The Russians on the Amur, its discovery, conquest, and colonisation, with a description of the country, its inhabitants, productions and commercial capabilities, and personal accounts of Russian travellers, 1861 Digitalisat
- Census of the British Isles, 1871
- Birthplace and Migration, in: Geographical Magazine 3, S. 173–177, 1876.
- The laws of migration, in: Journal of the Statistical Society 48, S. 167–227, 1885.
- The laws of migration: Second Paper, in: Journal of the Statistical Society 52, S. 214–301, 1889.
- Geographie und Statistik des britischen Reichs (in Johann Eduard Wappäus’ Handbuch der Geographie, Leipzig 1862).
- Kartenwerk A map of Eastern Equatorial Africa in 25 Blättern, 1883.
- Karten von Afrika (3 Blätter) und Amerika (7 Blätter) für Meyers  Handatlas.
- Martin Behaim. His Life and his Globe, London 1908 Volldigitalisat des Exemplars der UB Freiburg.